# Museo de las Mariposas de Cataluña
El museo de las Mariposas de Cataluña es un museo situado en Cataluña, en España. Fue inaugurado en 2002 en Sort pero fue trasladado a Ribera de Cardós en 2018. El museo se dedica a dar a conocer todas las especies de mariposas que se puedan observar en estado natural en Cataluña y a explicar sus relaciones con el medio ambiente en el que viven.

## Historia
El museo fue inaugurado el 21 de julio de 2002, tras un acuerdo entre el ayuntamiento de Sort y los promotores del museo, Alfons Dolsa y Maria Teresa Albarrán.
Actualmente está ubicado en Ribera de Cardós después de un acuerdo entre los propietarios del fondo científico, los entomólogos Alfons Dolsa y Maria Teresa Albarrán, para ubicarlo en un lugar más accesible, a pie de carretera enmedio de uno de los valles más conocidos del Pirineo de Lleida, Valle de Cardós

## Colecciones
El museo contiene el fondo científico creado por Alfons Dolsa y Maria Teresa Albarrán, resultado de muchos años de investigación (desde el 1971) en la distribución de las especies de mariposas diurnas de Cataluña. Este fondo contiene más de 25.000 ejemplares. Actualmente se han incorporado varias donaciones y depósitos de colecciones particulares de mariposas. En el nuevo museo también se incorporará una extensa biblioteca especializada en lepidopterologia, con muchas obras clásicas y modernas sobre el tema, además de una extensa recopilación de trabajos científicos.